# Анкаш (район)
Анкаш (порт. Ancas)  —  район (фрегезия) в Португалии,  в округе Авейру. Является составной частью муниципалитета  Анадия. Входит в состав крупной городской агломерации Большое Авейру. По старому административному делению входил в провинцию Бейра-Литорал. Входит в экономико-статистический  субрегион Байшу-Воуга, который входит в Центральный регион. Население составляет 757 человек. Занимает площадь 6,34 км².
Покровителем района считается Дева Мария (порт. Nossa Senhora da Assunção).